# Херепя
Херепя (рум. Herepea) — село у повіті Муреш в Румунії. Входить до складу комуни Адемуш.
Село розташоване на відстані 259 км на північний захід від Бухареста, 39 км на південний захід від Тиргу-Муреша, 65 км на південний схід від Клуж-Напоки, 135 км на північний захід від Брашова.

## Населення
За даними перепису населення 2002 року у селі проживали 34 особи, з них 32 особи (94,1%) румунів. Рідною мовою 32 особи (94,1%) назвали румунську.